# Phe dân chủ (Hồng Kông)
Phe dân chủ (tiếng Trung: 民主派 hoặc 泛民主派) là một liên kết chính trị ở Hồng Kông hỗ trợ gia tăng nền dân chủ, cụ thể là quyền bầu cử phổ thông đầu phiếu của Đặc khu trưởng và Hội đồng Lập pháp theo Luật cơ bản trong khuôn khổ " Một quốc gia, hai chế độ".
Những người ủng hộ dân chủ nói chung nắm lấy các giá trị tự do như luật pháp, nhân quyền, tự do dân sự và công bằng xã hội, nhưng vị trí kinh tế của họ khác nhau. Họ thường được xác định là "phe đối lập" do lập trường không hợp tác và đôi khi đối đầu với Chính phủ Hồng Kông và chính quyền trung ương Trung Quốc. Đối diện với phe dân chủ là phe thân Bắc Kinh, nơi các thành viên được cho là ủng hộ chính quyền Bắc Kinh và chính phủ Hồng Kông. Kể từ khi chuyển giao Hồng Kông, phe dân chủ đã nhận được 55 đến 60% số phiếu trong mỗi cuộc bầu cử nhưng đã trả lại ít hơn một nửa số ghế trong Hội đồng Lập pháp do các thành phần được bầu gián tiếp của cơ quan lập pháp.
Các nhà hoạt động dân chủ nổi lên từ các phong trào thanh niên vào những năm 1970 và bắt đầu tham gia chính trị bầu cử khi chính quyền thực dân đưa ra nền dân chủ đại diện vào giữa những năm 1980. Những người ủng hộ dân chủ đã chung tay thúc đẩy nền dân chủ lớn hơn cả trong giai đoạn chuyển tiếp và sau khi bàn giao Hồng Kông năm 1997. Họ cũng ủng hộ nền dân chủ lớn hơn ở Trung Quốc và đảm nhận vai trò hỗ trợ trong cuộc biểu tình tại Thiên An Môn năm 1989. Mối quan hệ giữa những người ủng hộ dân chủ và chính quyền Bắc Kinh trở nên thù địch sau khi cuộc đàn áp đẫm máu của Bắc Kinh trong cuộc biểu tình và những người ủng hộ dân chủ bị gắn mác "phản quốc". Sau cuộc bầu cử Hội đồng Lập pháp năm 2004, thuật ngữ "phe dân chủ" được sử dụng nhiều hơn khi nhiều đảng phái và chính trị gia khác nhau từ các phổ chính trị khác nhau xuất hiện.
Trong cuộc bầu cử Hội đồng Lập pháp năm 2016, phe đã phải đối mặt với thách thức từ những người địa phương mới nổi lên sau Cách mạng Ô dù và chạy theo biểu ngữ "quyền tự quyết" hoặc độc lập Hồng Kông. Sau cuộc bầu cử, một số người dân địa phương đã tham gia vào hội kín của đảng dân chủ, tự đổi tên thành "phe dân chủ".